# Тургумбаев, Аманжол Тургумбаевич
Аманжол Тургумбаевич Тургумбаев (1913, Казалинский район, Кызылординская область — 6 февраля 1987) — управляющий отделением Меркенского свёклосовхоза Министерства пищевой промышленности СССР, Меркенский район, Джамбулская область, Казахская ССР. Герой Социалистического Труда (1948).

## Биография
Родился в 1913 год в Казалинском районе Кызылординской области Российской империи. По происхождению из крестьянской семьи,казах. Получил начальное образование. С 1930 года трудился на Ташкентской железной дороге. С 1934 по 1937 год работал бригадиром совхоза «Кызылша».
С 1938 по 1939 год был заместителем руководителя отделения Меркенского свеклосовхоза и руководителем села. В этот период совхоз «Кызылша» получил переходное Красное знамя, став победителем на Всесоюзной выставке достижений народного хозяйства, представив племенной скот и сахарную свеклу.
Участник Великой Отечественной войны. На фронт ушёл в возрасте 28-ми лет. Основной военный путь начался для Аманжола в битве за Москву, где он сражался в сформированной в Казахстане 8-й гвардейской Панфиловской дивизии. За отвагу и мужество был награждён орденами и медалями. Вернулся на родину, будучи раненым и демобилизованным из армии.
С 1944 года управлял отделением Меркенского свеклосовхоза. В 1947 году труженики его отделения вырастили в среднем с каждого гектара по 841 центнера сахарной свёклы с площади 31 гектара. Указом Президиума Верховного Совета СССР от 8 мая 1948 года удостоен звания Героя Социалистического Труда за «получение высокого урожая сахарной свёклы в 1947 году» с вручением ордена Ленина и золотой медали «Серп и Молот» (№ 2208).
Этим же указом званием Героя Социалистического Труда были награждены директор совхоза Павел Самойлович Холодов, старший агроном совхоза Марк Кириллович Шандренко, управляющий совхозным отделением Пётр Григорьевич Шах, старший механик Василий Кириллович Негода, передовые свёкловоды совхоза бригадиры Зара Абдулвагабовна Гаджиева, Пётр Иванович Зотов, Антонина Самуиловна Нобель, Ихлас Кардашевич Токаев, звеньевые Тажудин Ильясович Аджиев, Гаджимагомед Казиевич Камбулатов, Шухаин Исмаилович Келеметов, Нузула Хачьяевна Курджиева, Анастасия Филипповна Николаева, Хапиз Исаевич Чупанов и Гульминиса Халиулевна Шеримбаева.
Возглавлял совхозное отделение до выхода на пенсию в 1973 году. Вместе с женой Асель апай вырастил 6 сыновей и 3 дочери. Проживал в ауле «Интернационал» Меркенского района. Умер в феврале 1987 года.
Память
В 2016 году основной школе № 7 в ауле Интернационал было присвоено его имя. Во дворе этой школы установлен бюст.

## Награды и звания
- Герой социалистического труда,
- орден Ленина,
- орден Отечественной войны 1-й степени,
- орден Отечественной войны 2-й степени,
- орден Октябрьской революции (10.12.1973),
- Медаль «За оборону Москвы»